# GLZ Delfshaven
GLZ Delfshaven (Geestdrift Leert Zegevieren Delfshaven) is een amateurvoetbalvereniging uit de wijk Delfshaven in de Nederlandse stad Rotterdam.

## Algemeen
De vereniging ontstond per 1 juli 2006 als gevolg van de fusie tussen GLZ en RVV Delfshaven (opgericht op 11 april 2000). Hierbij werd de oprichtingsdatum van GLZ, 5 januari 1930, aangehouden. Thuishaven is het “Sportpark Nieuw Vreelust” in de wijk Oud-Mathenesse.
Het eerste team van de zaalvoetbalafdeling speelt in het seizoen 2019/20 in de Hoofdklasse.

## Standaardelftal

### Zaterdag
Het standaardelftal in de zaterdagafdeling speelt in het seizoen 2020/21 in de Vierde klasse van het KNVB-district West-II.

#### Competitieresultaten zaterdag 2016–heden
| 10 4D |

| 11 4F |

| 12 4E |

| 8* 4F |

| 14* 4F |

|  |

| 10 5C |

- = Dit seizoen werd stopgezet vanwege de uitbraak van het coronavirus. Er werd voor dit seizoen geen officiële eindstand vastgesteld.

| Derde klasse | Vierde klasse | Vijfde klasse |

### Zondag
Het standaardelftal in het zondagvoetbal speelde laatstelijk in de Eerste klasse van West-II. Voor het seizoen 2019/20 werd dit team niet meer ingeschreven.

#### Competitieresultaten zondag 2007–2019
| 2 4F |

| 4 4E |

| 4 4D |

| 1 4F |

| 3 3D |

| 7 3B |

| 9 3D |

| 3 3D |

| 1 3D |

| 10 2D |

| 10 2D |

| 2 2D |

| 8 1B |

| Eerste klasse | Tweede klasse | Derde klasse | Vierde klasse |

## RVV Delfshaven

### Competitieresultaat zaterdag 2004/05
| \| xx 5B \| |
| 05          |
| xx 5B       |

| Vijfde klasse |

### Competitieresultaten zondag 2001–2006
| 8 5G |

|  |

| 4 5E |

|  |

| 12 5C |

| 5 5C |

| Vijfde klasse |

## GLZ

### Competitieresultaten zondag 1953–2005
| 9 4G |

| 12 4F |

|  |

|  |

|  |

| 8 4G |

| 6 4G |

| 5 4H |

| 7 4F |

| 5 4C |

| 5 4H |

| 6 4G |

| 9 4D |

| 3 4E |

| 9 4E |

| 11 4E |

|  |

|  |

|  |

|  |

|  |

| 1 5C |

| 2 4F |

| 12 3D |

| 2 4E |

| 4 4E |

| 3 4E |

| 3 4G |

| 7 3B |

| 10 3B |

| Derde klasse | Vierde klasse | Vijfde klasse |

## Bekende (oud-)spelers
- Marouan Azarkan
- Nourdin Boukhari
- Lorenzo Rimkus
- Kevin Wattamaleo

## Bekende (oud-)trainers
- Lotfi Amhaouch